# 直杆驼舌草
直杆驼舌草（学名：Goniolimon speciosum var. strictum）为白花丹科驼舌草属下的一个变种。